# 佐拉普雷多萨
佐拉普雷多萨是意大利艾米利亚-罗马涅大区博洛尼亚省的一个镇，距离大区首府博洛尼亚约11公里。